# Северин, Мария
Мария Северин (пол. Maria Seweryn, род. 25 марта 1975, Варшава, Польша) — польская актриса театра, кино и телевидения.

## Биография
Мария Северин родилась 23 марта 1975 года в Варшаве. Дебютировала в кино в детстве. Актёрское образование получила в Государственной высшей театральной школе им. Александра Зельверовича в Варшаве, которую окончила в 1998 году. Актриса театров в Варшаве и Современного театра в Щецине. Выступает в спектаклях польского «театра телевидения» с 1997 г.
Мать — актриса Кристина Янда, отец — актёр Анджей Северин.

## Избранная фильмография
- 1979 — Дирижёр / Dyrygent — дочь Марты и Адама
- 1993 — Очередность чувств / Kolejność uczuć — Юлия Каспрусяк
- 1996 — Страстная неделя / Wielki tydzień — панна Марта
- 1996 — Мать своей матери / Matka swojej matki — Алиция
- 2000 — Полушутя / Pół serio — Ага / Леа / Лени
- 2002 — Юлия возвращается домой / Julia wraca do domu — Дорота
- 2009 — Идеальный парень для моей девушки / Idealny facet dla mojej dziewczyny — Инга Ваврас, кинорежиссёр